# Molson Indy Toronto 2003
Molson Indy Toronto 2003 var den tionde deltävlingen i CART World Series 2003. Racet kördes den 13 juli på Exhibition Place i Toronto, Kanada. Paul Tracy upprepade sin vinst ifrån 1993, och genom vinsten på hemmabanan utökade han ytterligare sin mästerskapsledning, fastän titelkonkurrenterna Michel Jourdain Jr. och Bruno Junqueira var de som var närmast bakom honom i mål.

## Slutresultat
| Plats | Förare              | Team                      | Grid | Kvaltid  |
| ----- | ------------------- | ------------------------- | ---- | -------- |
| 1     | Paul Tracy          | Forsythe Racing           | 1    | 58,839   |
| 2     | Michel Jourdain Jr. | Team Rahal                | 3    | 59,218   |
| 3     | Bruno Junqueira     | Newman/Haas Racing        | 2    | 59,436   |
| 4     | Sébastien Bourdais  | Newman/Haas Racing        | 6    | 59,421   |
| 5     | Oriol Servià        | Patrick Racing            | 8    | 59,875   |
| 6     | Roberto Moreno      | Herdez Competition        | 7    | 59,870   |
| 7     | Patrick Carpentier  | Forsythe Racing           | 5    | 59,364   |
| 8     | Darren Manning      | Walker Racing             | 11   | 1.00,283 |
| 9     | Adrián Fernández    | Fernández Racing          | 10   | 1.00,095 |
| 10    | Tiago Monteiro      | Fittipaldi-Dingman Racing | 13   | 1.00,615 |
| 11    | Ryan Hunter-Reay    | Spirit Team Johansson     | 14   | 1.00,944 |
| 12    | Mario Domínguez     | Herdez Competition        | 12   | 1.00,487 |
| 13    | Jimmy Vasser        | Spirit Team Johansson     | 9    | 1.00,045 |
| 14    | Geoff Boss          | Dale Coyne Racing         | 19   | 1.02,564 |
| 15    | Rodolfo Lavín       | Walker Racing             | 17   | 1.01,555 |
| 16    | Max Papis           | PK Racing                 | 15   | 1.00,987 |
| 17    | Alex Tagliani       | Rocketsports Racing       | 4    | 59,261   |
| 18    | Alex Sperafico      | Dale Coyne Racing         | 18   | 1.01,930 |
| 19    | Mario Haberfeld     | Conquest Racing           | 16   | 1.01,023 |